# Culicoides pastus
Culicoides pastus är en tvåvingeart som beskrevs av Kitaoka 1980. Culicoides pastus ingår i släktet Culicoides och familjen svidknott. Inga underarter finns listade i Catalogue of Life.